# Actinomyces
Actinomyces is een geslacht van grampositieve bacteriën uit de stam Actinobacteria. Bijna alle soorten zijn facultatief anaëroob (met uitzondering van A. meyeri en A. israelii), en groeien het best onder anaërobe omstandigheden. Actinomyces-soorten kunnen endosporen vormen, en hoewel de individuele bacteriën staafvormig zijn, kunnen ze kolonies vormen die uit grote netwerken van hyfen bestaan. Deze eigenschap leidde aanvankelijk tot de onjuiste veronderstelling dat het organisme een schimmel was, en kreeg daarbij de naam Actinomyces.
Actinomyces-soorten zijn alomtegenwoordig en komen voor in de bodem en in de microbiota van dieren, waaronder de menselijke microbiota. Ze staan bekend om de belangrijke rol die ze spelen in de bodemecologie. Ze produceren bijvoorbeeld een scala aan enzymen die organisch materiaal afbreken, waaronder lignine en chitine. Actinomyces kan echter ook ziekten veroorzaken bij mensen en vee. Net als bij andere opportunistische infecties lopen mensen met immunodeficiëntie een hoger risico.
Net als diverse andere anaëroben zijn Actinomyces-soorten kieskeurig en dus niet gemakkelijk te kweken en te isoleren. Klinische laboratoria kweken en isoleren ze wel, maar een negatief resultaat sluit een infectie niet uit, omdat het eenvoudig te wijten kan zijn aan onwil om in vitro te groeien.

## Genomica
Fylogenetische bomen op basis van 16S ribosomaal RNA (16SrRNA) sequenties hebben aangetoond dat het genus Actinomyces zeer divers is en polyfyletische vertakkingen in verschillende clusters vertoont. De geslachten Actinomyces en Mobiluncus vormen een monofyletische clade in een fylogenetische boom die is opgebouwd met behulp van RpoB-, RpoC- en DNA-gyrase B-eiwitsequenties. Deze clade wordt ook sterk ondersteund door een geconserveerde signatuurindel bestaande uit een drie-amino-acid insertie in isoleucine tRNA synthetase die alleen voorkomt bij de soorten van de genera Actinomyces en Mobiluncus.

## Pathologie
Actinobacteriën zijn normaal aanwezig in het tandvlees en zijn de meest voorkomende oorzaak van infecties bij tandheelkundige ingrepen en abcessen in de mond. Veel Actinomyces-soorten zijn opportunistische ziekteverwekkers van mensen en andere zoogdieren, met name in de mondholte. In zeldzame gevallen kunnen deze bacteriën actinomycose veroorzaken, een ziekte die wordt gekenmerkt door de vorming van abcessen in de mond, de longen of het maag-darmkanaal.  Actinomycose wordt meestal veroorzaakt door A. israelii, die ook endocarditis kan veroorzaken, hoewel de resulterende symptomen vergelijkbaar kunnen zijn met die van infecties door andere bacteriesoorten. 
Het genus is typisch de oorzaak van orale-cervicofaciale ziekte. Het wordt gekenmerkt door een pijnloze "knobbelige kaak". Lymfadenopathie is ongewoon bij deze vorm van de ziekte. Een andere vorm van actinomycose is de ziekte van de borstkas, die vaak verkeerd wordt gediagnosticeerd als een neoplasma, omdat het een massa vormt die zich uitstrekt tot de borstwand. Het ontstaat door aspiratie van organismen uit de oropharynx. Symptomen zijn pijn op de borst, koorts en gewichtsverlies. Buikaandoening is een andere manifestatie van actinomycose. Dit kan leiden tot een sinuskanaal dat draineert naar de buikwand of het perianale gebied. Symptomen zijn koorts, buikpijn en gewichtsverlies. Van Actinomyces-soorten is ook aangetoond dat ze het centrale zenuwstelsel infecteren bij een hond "zonder voorgeschiedenis of bewijs van eerder trauma of andere orgaanbetrokkenheid."
Bekkenactinomycose is een zeldzame maar bewezen complicatie van het gebruik van intra-uteriene hulpmiddelen. In extreme gevallen kunnen zich abcessen in het bekken ontwikkelen. Behandeling van bekkenactinomycose geassocieerd met intra-uteriene hulpmiddelen bestaat uit verwijdering van het hulpmiddel en behandeling met antibiotica.

## Diagnose en behandeling
Actinomycose kan worden overwogen wanneer een patiënt een chronische progressie van de ziekte heeft over weefselvlakken heen die soms massaal is, sinuskanaalontwikkeling die kan genezen en terugkeren, en een refractaire infectie na een typische antibioticakuur.
De behandeling van actinomycose bestaat uit antibiotica zoals penicilline of amoxicilline gedurende 5 tot 12 maanden, alsmede een operatie als de ziekte uitgebreid is.

## Soorten
- A. halotrichis ZoBell & Upham
- A. israelii
- A. meyeri
- A. marinolimnosus ZoBell & Upham
- A. naeslundii
- A. odontolyticus
- A. viscosus